# Copa Merconorte 1999
II Copa Merconorte 1999

## 1/8 finału
Runda kwalifikacyjna dla reprezentantów Boliwii:
??.??  Oriente Petrolero –  The Strongest 0:0

25.06  The Strongest –  Oriente Petrolero 1:0

## 1/4 finału

### Grupa A
28.07  Atlético Nacional –  América Cali 2:3 (1:2)
0:1 Franki Oviedo 9, 1:1 Oswaldo Mackenzie 22, 1:2 Leonardo Moreno 26, 1:3 Julian Telez 80, 2:3 Carlos Vilarete 86
29.07  CD El Nacional –  Universitario de Deportes 4:1 (1:0)
1:0 Juan Carlos Burbano 33, 2:0 Diego Herrera 55, 3:0 Hector Ferri 60, 4:0 Evelio Ordoñez 81, 4:1 Julio Rivera 87
18.08  Atlético Nacional –  CD El Nacional 4:0 (1:0)
1:0 Oswaldo Mackenzie 30, 2:0 Leon Dario Muńoz 48, 3:0 Oswaldo Mackenzie 66, 4:0 John Jailer Moreno 81
19.08  Universitario de Deportes –  América Cali 1:2 (0:0)
1:0 Guillermo Del Solar 55, 1:1 Jairo Castillo 57, 1:2 Fabian Andres Vargas 83
08.09  Universitario de Deportes –  Atlético Nacional 2:2 (0:1)
0:1 Carlos Vilarete 29, 1:1 Paolo Maldonado 58, 2:1 Roberto Farfan 74, 2:2 Ever Palacios 89
09.09  América Cali –  CD El Nacional 3:1(0:1)
0:1 Diego Herrera 27k, 1:1 Nilson Pérez 49k, 2:1 Julián Téllez 60, 3:1 Leonardo Fabio Moreno 82
29.09  América Cali –  Atlético Nacional 1:1 (1:0)
1:0 Mauricio Romero 23, 1:1 Carlos Castro 76
30.09  Universitario de Deportes –  CD El Nacional 2:0 (2:0)
1:0 Guillermo Del Solar 9, 2:0 Jose Eduardo Esidio 20
19.10  América Cali –  Universitario de Deportes 2:1 (1:1)
0:1 Mauro Cantoro, 1:1 Nilson Ricardo Perez 37, 2:1 Leonardo Moreno 65
21.10  CD El Nacional –  Atlético Nacional 3:2 (1:1)
0:1 Walter Escobar 4, 1:1 Hector Ferri 22, 1:2 Neider Morantes 46, 2:2 Pedro Valencia 69, 3:2 Manuel Palacios 83
10.11  Atlético Nacional –  Universitario de Deportes 0:0

11.11  CD El Nacional –  América Cali 2:2 (1:1)
1:0 Pedro Valencia 22, 1:1 Mauricio Romero 30, 2:1 Marco Bonito 58, 2:2 Kilian Viviescas 89
| Klub                      | Mecze | Zw | Rem | Por | Pkt | BrZd | BrStr |
| ------------------------- | ----- | -- | --- | --- | --- | ---- | ----- |
| América Cali              | 6     | 4  | 2   | 0   | 14  | 13   | 8     |
| CD El Nacional            | 6     | 2  | 1   | 3   | 7   | 10   | 14    |
| Atlético Nacional         | 6     | 1  | 3   | 2   | 6   | 11   | 9     |
| Universitario de Deportes | 6     | 1  | 2   | 3   | 5   | 7    | 10    |

### Grupa B
04.08  The Strongest –  Millonarios FC 0:2 (0:1)
0:1 Daniel Alberto Tilger 44, 0:2 Guillermo Rivera 78s
05.08  Alianza Lima –  Barcelona SC 1:0 (0:0)
1:0 Mahler Tressor Moreno 84
25.08  Millonarios FC –  Alianza Lima 0:1 (0:1)
0:1 Marcial Salazar 24
26.08  Barcelona SC –  The Strongest 4:0 (2:0)
1:0 Melinton Ademar Guerrero 17, 2:0 Jose Marco Mora 44, 3:0 Nestor Ramon Espinoza 61, 4:0 Nelson Antonio Palacios 75
15.09  Barcelona SC –  Millonarios FC 1:1 (0:0)
0:1 Tilger 47, 1:1 Matamba 55
16.09  The Strongest –  Alianza Lima 3:2 (2:1)
0:1 Dos Santos 8, 1:1 Peńa 14, 2:1 Coelho 29, 2:2 Quinteros 52, 3:2 Coelho 92
06.10  Barcelona SC –  Alianza Lima 0:0

07.10  Millonarios FC –  The Strongest 3:2 (2:1)
1:0 Wilson Cuero 2, 2:0 Daniel Alberto Tilger 6, 2:1 Jose Peńa 29, 3:1 Andres Chivita 54, 3:2 Antonio Vidal Gonzalez 84
27.10  The Strongest –  Barcelona SC 2:2 (1:0)
1:0 Alvaro Peńa 8, 1:1 Nelson Antonio Palacios 47, 2:1 Alvaro Peńa 59, 2:2 Arlin Segundo Ayovi 62
28.10  Alianza Lima –  Millonarios FC 2:1 (0:1)
0:1 Roberto Vidales 23, 1:1 Waldir Saenz 68, 2:1 Waldir Saenz 77
17.11  Millonarios FC –  Barcelona SC 1:2 (1:1)
0:1 Baldiviezo 20, 1:1 Cerquera 43, 1:2 Palacios 86
18.11  Alianza Lima –  The Strongest 2:0 (0:0)
1:0 Quinteros 61, 2:0 Setembrino 74
| Klub           | Mecze | Zw | Rem | Por | Pkt | BrZd | BrStr |
| -------------- | ----- | -- | --- | --- | --- | ---- | ----- |
| Alianza Lima   | 6     | 4  | 1   | 1   | 13  | 8    | 4     |
| Barcelona SC   | 6     | 2  | 3   | 1   | 9   | 9    | 5     |
| Millonarios FC | 6     | 2  | 1   | 3   | 7   | 8    | 8     |
| The Strongest  | 6     | 1  | 1   | 4   | 4   | 7    | 15    |

### Grupa C
11.08  Caracas FC –  CS Emelec 2:1 (2:1)
0:1 Otilino George Tenorio 2, 1:1 Henry Sevillano 5, 2:1 Juan Garcia 12
12.08  Sporting Cristal –  Independiente Santa Fe 1:1 (0:1)
0:1 Luis Alberto Moreno 3, 1:1 Roberto Holsen 87
01.09  Independiente Santa Fe –  Caracas FC 3:0 (0:0)
1:0 Ivan Jose Velasquez 73, 2:0 Milton Fabian Rodriquez 87, 3:0 John Jairo Reino 89
02.09  CS Emelec –  Sporting Cristal 5:3 (1:1)
0:1 Roberto Holsen 21, 1:1 Otilino George Tenorio 44, 2:1 Carlos Alberto Garcia 56, 2:2 Cesar Charun 60, 3:2 Carlos Alberto Juarez 62, 3:3 Hector Hernan Sanchez 64, 4:3 Geancarlo Paolo Ramos 75, 5:3 Janev Saso 81
22.09  Caracas FC –  Sporting Cristal 3:1 (0:0)
1:0 Juan Garcia 62, 1:1 Jean Ferrari 68, 2:1 Luis Vera 73, 3:1 Rolando Alvarez 83
23.09  Independiente Santa Fe –  CS Emelec 2:0 (1:0)
1:0 Wilson Orley Cano 38, 2:0 Milton Fabian Rodriguez 53
12.10  Independiente Santa Fe –  Sporting Cristal 2:0 (1:0)
1:0 Wilson Orley Cano 24, 2:0 Edilberto Salazar 86
14.10  CS Emelec –  Caracas FC 0:1 (0:0)
0:1 Juan Garcia 55
03.11  Sporting Cristal –  CS Emelec 0:1 (0:0)
0:1 Wellington Sanchez 89
04.11  Caracas FC –  Independiente Santa Fe 0:1 (0:1)
0:1 Salazar 38
24.11  Sporting Cristal –  Caracas FC 2:3 (1:1)
0:1 Juán García 9, 1:1 César Charún 43, 1:2 Juán García 48, 2:2 Roberto Holsen 55, 2:3 Juán Arango 67
25.11  CS Emelec –  Independiente Santa Fe 2:1 (1:1)
1:0 Javier Intriago 2, 1:1 David Hernández 28, 2:1 Otilino Tenorio 77
| Klub                   | Mecze | Zw | Rem | Por | Pkt | BrZd | BrStr |
| ---------------------- | ----- | -- | --- | --- | --- | ---- | ----- |
| Independiente Santa Fe | 6     | 4  | 1   | 1   | 13  | 10   | 3     |
| Caracas FC             | 6     | 4  | 0   | 2   | 12  | 9    | 8     |
| CS Emelec              | 6     | 3  | 0   | 3   | 9   | 9    | 9     |
| Sporting Cristal       | 6     | 0  | 1   | 5   | 1   | 7    | 15    |

## 1/2 finału
América Cali –  Alianza Lima 3:1 i 0:2, karne 4:3 (mecze 01.12 i 08.12)
1. 1:0 Julián Téllez 43, 2:0 Julián Téllez 46, 3:0 Julián Téllez, 3:1 Erly Setembrino 81k
2. 0:1 Sandro Baylón 75, 0:2 Miguel Llanos 80

 Caracas FC-  Independiente Santa Fe 1:1 i 1:1, karne 2:4 (mecze 02.12 i 09.12)
1. 0:1 Wilson Cano 61, 1:1 Juan García 67
2. 1:0 Luis Vera 49, 1:1 Jeffrey Díaz 87

## Finał
América Cali –  Independiente Santa Fe 1:2 i 1:0, karne 5:3
15 grudnia 1999 Cali Estadio Pascual Guerrero (7000)

 América Cali –  Independiente Santa Fe 1:2 (1:0)

Sędzia: Henry Cervantes (Kolumbia)

Bramki: 1:0 Nilson Pérez 12, 1:1 David Hernández 77, 1:2 Moreno Murillo 83

Żółte kartki: Valencia 12, Perafan 60 / González 14, Espańa 28, García 44

Corporación Deportiva América de Cali: Robinson Zapata; Diego Bonilla, Francisco Moreno, Víctor Murillo, Kilian Virviescas; William Zapata (46 Angel Perafan), Carlos Gutiérrez, Luis Valencia (85 Wilson Pérez), Mauricio Romero; Leonardo Fabio Moreno (64 Héctor Luna), Nilson Pérez. Trener: Otoniel Quintana

Club Deportivo Independiente Santa Fe: Agustín Julio; Iván López, Hilario Cuenu, Adelmo Vallecilla, Edison González (46 Luis Moreno); Juan Carlos Espańa (87 Iván Velásquez), Luis García, Emir González (54 David Hernández), Aldo Ramírez; Wilson Cano, Jeffrey Díaz. Trener: Fernando Castro
22 grudnia 1999 Bogotá, Estadio El Campín (35000)

 Independiente Santa Fe –  América Cali 0:1 (0:0), karne 3:5

Sędzia: John Jairo Toro (Kolumbia)

Bramki: 0:1 Jairo Castillo 59

Karne: 0:1 Leonardo Fabio Moreno, 1:1 Iván López, 1:2 Jersson González, 1:2 Jeffrey Díaz (obrona), 1:3 Wilson Pérez, 2:3 Franklin González, 2:4 Jairo Castillo, 3:4 Adelmo Vallecilla, 3:5 Diego Gómez

Żółte kartki: Edison González 24, Hernández 82, Emir González 83; Pérez 8, Vargas 21, Zapata 78

Club Deportivo Independiente Santa Fe|Independiente Santa Fe: Agustín Julio; Iván López, Adelmo Vallecilla, Hilario Cuenu, Edison González; Luis García (72 Iván Velásquez), Emir González, Luis Moreno, Aldo Ramírez (46 David Hernández); Wilson Cano, Jeffrey Díaz. Trener: Fernando Castro

Corporación Deportiva América de Cali: Diego Gómez; Wilson Pérez, Pablo Navarro, Carlos González, Jersson González; Fabian Vargas (77 Mauricio Romero), Angel Perafan, William Zapata, Franki Oviedo (90 Diego Bonilla); Jairo Castillo, Julián Téllez (46 Leonardo Fabio Moreno). Trener: Jaime De La Pava

## Klasyfikacja strzelców bramek
| Gole | Piłkarz                 | Klub                   |
| ---- | ----------------------- | ---------------------- |
| 6    | Juan García             | Caracas FC             |
| 5    | Julián Téllez           | América Cali           |
| 3    | Wilson Cano             | Independiente Santa Fe |
| 3    | Nilson Pérez            | América Cali           |
| 3    | Leonardo Moreno         | América Cali           |
| 3    | Oswaldo Mackenzie       | Atlético Nacional      |
| 3    | Nelson Antonio Palacios | Barcelona SC           |
| 3    | Otilino Tenorio         | CS Emelec              |
| 3    | Daniel Tilger           | Millonarios FC         |
| 3    | Roberto Holsen          | Sporting Cristal       |
| 3    | Alvaro Peńa             | The Strongest          |